# Episemasia cervinaria
Episemasia cervinaria är en fjärilsart som beskrevs av Alpheus Spring Packard 1873. Episemasia cervinaria ingår i släktet Episemasia och familjen mätare. Inga underarter finns listade i Catalogue of Life.